# Акколь (Туркестанская область)
Акколь (каз. Ақкөл) — село в Отырарском районе Туркестанской области Казахстана. Входит в состав Балтакольского сельского округа. Код КАТО — 514835200.

## Население
В 1999 году население села составляло 433 человека (213 мужчин и 220 женщин). По данным переписи 2009 года, в селе проживало 405 человек (216 мужчин и 189 женщин).